# Einar Lindberg (1899–1986)
Karl Johan Einar Lindberg, född 20 september 1899 i Almundsryd, Kronobergs län, död 1986, var en svensk målare och tecknare.
Han var son till mekanikern och lantbrukaren Carl August Lindberg och Emma Kristina Burman. Lindberg studerade konst för Oscar Gullberg 1946–1947 och Figge Holmgren1949–1950 samt vid Skånska målarskolan i Malmö 1950–1951 och vid Pernbys målarskola i Stockholm 1952–1953. Han företog studieresor till Danmark, Tyskland, Frankrike och Nederländerna. Tillsammans med Birgit Lindvall och Lennart Lindberg ställde han ut på Steijners konstsalong i Helsingborg 1954 och han medverkade i samlingsutställningar i Malmö och Helsingborg. Hans konst består av stilleben, figurmålningar, porträtt, hamnvyer och landskapsmålningar från Frankrike och Skåne.  